# Dhimmi

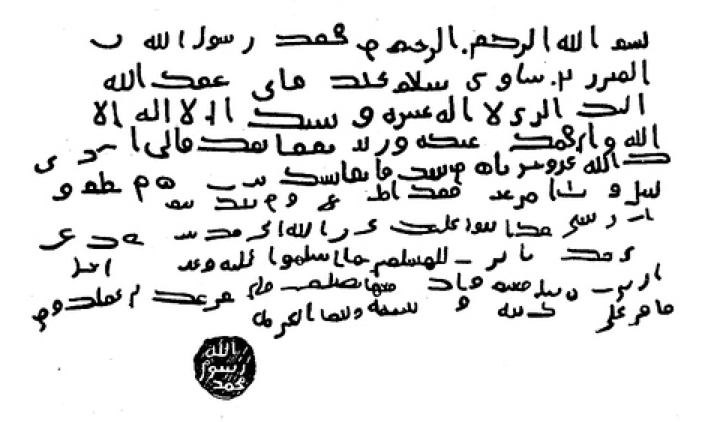
Reconstitution d'une lettre envoyée par Mahomet à Munzir bin Sawa al Tamimi, gouverneur de Bahreïn, imposant le paiement de la djizîa aux Juifs et Majusi (VII).

Le mot dhimmi (en arabe : ذمّي) est un terme historique du droit musulman qui désigne les sujets non-musulmans d'un État sous gouvernance musulmane. Ces sujets ont à la fois un statut discriminatoire et protecteur qui leur impose principalement de payer un impôt particulier appelé djizîa et une loyauté envers l'État musulman, contrairement à un musulman qui lui doit s'acquitter obligatoirement de l'împôt étatique réservé aux musulmans (Zakat) et de l'obligation de faire le Jihad armé en cas de conflit. En échange, l'État offrait essentiellement la protection de leur vie, leurs biens et la liberté de conserver leur propre religion. Les dhimmis sont des non-musulmans vivant sous la protection d'un État islamique,. Les dhimmis étaient exonérés de certaines fonctions spécifiquement attribuées aux musulmans s'ils payaient la taxe de vote (djizîa) mais étaient par ailleurs égaux en vertu des lois sur les biens, les contrats et les obligations,,. Les juifs et les chrétiens étaient tenus de payer la djizîa tandis que les païens, selon les différentes décisions des quatre madhhabs (malikisme, hanafisme, hanbalisme et chaféisme), pouvaient être tenus d'accepter l'islam, de payer la djizîa, d'être exilés ou d'être tués,,,,
La tradition débutant au VIe siècle attribue la paternité du statut de dhimmi au deuxième calife Omar. Ce statut a codifié pendant des siècles la place des personnes de religion monothéiste, principalement les minorités juives et chrétiennes à l'origine majoritaires dans les pays soumis aux autorités musulmanes.
L'ensemble de règles ou le régime juridique auquel étaient soumis les dhimmis était appliqué avec plus ou moins de négligence ou de sévérité selon les périodes et les régimes. La distance était parfois considérable entre le discours rigoriste des théologiens, et l'attitude des juristes (faqîh), plus laxistes et pragmatiques, qui l'ont souvent emporté dans la réalité. Des juifs et des chrétiens furent ainsi nommés vizirs (Premiers ministres), et gouvernèrent les musulmans, malgré leur statut de dhimmis.
Le statut de dhimmi fut aboli en 1855 dans tous les pays gouvernés par l'Empire ottoman.

## Étymologie et vocabulaire
Le mot arabe dhimma (arabe : ḏimma, ذمة, « engagement », « pacte », « obligation ») est un terme technique du droit musulman qui désigne le régime juridique auquel sont soumis en terre d'islam les non-musulmans appelés dhimmis (en arabe : ذمّي, habituellement traduit en français par « pactisants », « alliés », « protégés » ou « tributaires »). Le terme renvoie à la fois à l'obligation qui lie le débiteur au créancier et à la capacité de jouissance.
L'expression Ahl adh-dhimma (arabe : ahl aḏ-ḏimma أهل الذمّة, « les gens de la dhimma »), ou parfois plus simplement dhimma, désigne la communauté des dhimmis.
Dans le Coran, on trouve une seule occurrence du terme dhimma, dans la sourate 9, en ses huitième et dixième versets, qui vilipendent les « polythéistes » qui ne respectent pas l' « engagement » pris sur le plan familial et contractuel. Il n'a donc pas dans le Coran le sens qu'il aura par la suite. Dans quelques hadîths, on rencontre les expressions « dhimma de Dieu », « dhimma de Dieu et de son Prophète » ou encore « dhimma de tous les musulmans » qui soulignent également cet aspect contractuel qui implique à la fois protection et obligations.

## Histoire du statut dedhimmi
La situation des dhimmis en terre d'islam est souvent l'objet de stéréotypes de création relativement récente et occidentale, qui s'opposent dans des excès contradictoires : à l'image utopique d'un islam tolérant pratiquant l'égalité des droits dans une relative concorde religieuse s'oppose la caricature d'un islam intolérant, bigot et tyrannique, dans une conceptualisation qui, appliquée à « une société pré-moderne dont les cadres ne pouvaient être définis en dehors de la référence religieuse » est de ce fait anachronique.
La réalité est plus complexe, à mi-chemin entre ces positions simplistes, des aspects négatifs coexistant avec des aspects positifs. Si le statut de dhimmi est obligatoirement inférieur à celui du groupe religieux dominant que constitue celui des musulmans, à la fois marqué de restrictions sociales et fiscales parfois lourdes ou dégradantes, il reste cependant un statut légal de citoyenneté reconnu : les relations sont régies dans un cadre « contractuel », partie des lois sacrées de l'islam que les croyants musulmans se doivent de respecter et défendre.
Le statut des non-musulmans monothéistes trouve son fondement d'une part dans le comportement de Mahomet tel que rapporté par la tradition et, d'autre part, dans les conditions de la conquête musulmane. Ainsi, le comportement de Mahomet vis-à-vis des groupes juifs a ainsi varié entre une tentative d'intégration, un rejet puis l'imposition d'un statut de « soumission et de protection ».

### Dans le Coran
Le statut des non-musulmans en terre d'islam trouve son fondement d'une part sur le comportement de Mahomet rapporté par la tradition et, d'autre part, sur les conditions de la conquête musulmane.
Dans les dernières années de sa vie, après avoir soumis l'Arabie, Mahomet a conclu des accords de soumission avec les « gens du Livre » — les monothéistes juifs de Khaybar et chrétiens de Najran — qui, distingués des polythéistes, ne doivent plus être combattus s'ils se soumettent en payant un tribut. C'est ce que relate, dans le Coran, la sourate 9 « Le repentir » (At-Tawbah), verset 29 : « Combattez (...) également ceux parmi les gens du Livre qui ne professent pas la religion de la vérité, à moins qu'ils ne versent la capitation directement et en toute humilité ».

### Origines du statut
L'apparition et la mise en place du système de dhimma sont encore mal connues. Une des plus anciennes traces d'apparition du terme est un papyrus trouvé à Nessana en Palestine, daté de 680. Il a le sens, dans ce papyrus, de promesse de protection pour un village chrétien mais peut encore concerner, à cette époque, aussi des musulmans. Les mesures discriminatoires semblent apparaître dès l'époque marwanide avec le port de sceaux métalliques pour les dhimmi ayant payé la capitation.
La capitation imposée connait un précédent dans les institutions perses, découvertes lors conquêtes arabes, après la mort de Mahomet,. On retrouve également certaines dispositions comparables au statut de dhimmi dans le système législatif de l'Empire byzantin (chrétien) qui codifiait les relations entre les chrétiens et les sujets juifs de l'empire — soumis à de nombreuses interdictions —, et dont la transgression était punie avec la même sévérité.

### Dans le cadre des conquêtes
La conquête rapide entreprise après la mort de Mahomet a placé de vastes territoires — de l'Atlantique ouest aux confins de la Chine — et de nombreuses populations autochtones sous l'autorité musulmane. Mais les conquérants s'y retrouvent souvent minoritaires et doivent faire preuve de souplesse et de créativité législative, se gardant apparemment d'imposer des conversions forcées — ce qu'interdit le Coran — tout en assurant leur autorité et en l'inscrivant dans la loi : c'est à ce moment qu'apparaissent les premières restrictions qui semblent être d'origine militaire, afin de sécuriser les groupes de musulmans qui occupent et gouvernent ces régions. Progressivement incorporés dans les textes sacrés, ces usages, de sécuritaires qu'ils sont initialement, vont petit à petit devenir des interdits sociaux et légaux.
Au fil des époques et des conquêtes, le statut de dhimmi s'étendra parfois aux sujets samaritains, sabéens, zoroastriens mais aussi hindous sous l'autorité musulmane. Il ne sera jamais étendu aux manichéens. L'application de ces lois sera aléatoire suivant les lieux et les périodes, en fonction des crises ou des périodes plus calmes qui traverseront l'aire à domination musulmane.
Lors des premières conquêtes, la nature exacte des relations entre les musulmans et les habitants des territoires conquis semble avoir varié en fonction des cas. Il est ainsi difficile de le connaître « puisque les textes pertinents ont souvent été modifiés, et parfois fabriqués […], en raison des préoccupations divergentes des musulmans et des non-musulmans aux périodes ultérieures », ces récits postérieurs servant souvent à « légitimer un état de fait ».

### Le pacte d'Umar aux premiers temps de l'islam
Le pacte dit « d'Umar » est devenu la référence en termes de définition normative des clauses de la dhimma. La tradition musulmane attribue au pacte d'Umar — du nom du calife Omar ibn al-Khattâb (634-644), un des plus proches compagnons de Mahomet — la définition des clauses de la dhimma dont les obligations sont précisément codifiées dans la jurisprudence musulmane (fiqh). Il s'agit d'une lettre adressée au calife par des chrétiens de Syrie, conditionnant leur soumission et proposant les sanctions auxquelles ils s'exposent en cas de non-respect de l'accord. La plus ancienne version conservée de ce pacte ne date que du XIIe siècle. La réalité de l'authenticité d'un « pacte d'Umar » original en tant que tel reste ainsi douteuse. Cahen compare ce document à une autre fraude pieuse, l'ashtiname, protégeant le statut des chrétiens.

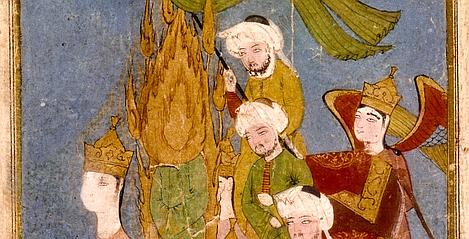
Mahomet et les trois premiers califes : Abou Bakr, Omar et Othman, sur le cheval mythique Buraq (miniature du XVIe siècle).

Comme pour beaucoup d'autres aspects de l'histoire administrative musulmane précoce, il doit être apparu plus tardivement, plus vraisemblablement à partir du règne du calife omeyyade ʿUmar II (717-720) auquel la tradition pieuse a préféré son prédécesseur moins controversé. À cette époque, la fiscalité des non-musulmans est essentielle pour assurer le fonctionnement de l'État et de l'armée. De ce fait, les non-musulmans lourdement taxés quittent les campagnes pour tenter de devenir mawla, clients convertis avec une situation fiscale plus favorable : du mécontentement de ces populations est notamment née la nécessité de légiférer. Les « premières dispositions discriminatoires » apparaissent alors. Une politique hostile aux dhimmi se développe pourtant principalement sous les califats d'Harun al-Rashid, et d'al-Mutawakkil. C'est sous le califat de ce dernier que pourrait dater le pacte de Umar qui devient le « référence normative ». De nombreuses variantes de ce texte ont circulé.
Des éléments relatifs à l'impôt foncier apparaissent déjà vers la fin du VIIIe siècle dans le Kitâb al Kharâj (Le Livre de l'impôt foncier) du juriste Abou Yoûsouf. Mais la fixation à proprement parler de cet ensemble juridique semble remonter au IXe siècle à l'époque du calife Jafar al-Mutawakkil (de 847 à 861), lors d'une période d'application stricte de la discrimination envers les non-musulmans, après plus d'un siècle de débats entre juristes d'opinions divergentes, des plus libérales aux plus restrictives. À savoir que contrairement à ce qu'affirme Tabari, le Kharaj fut probablement institué bien plus tard qu'il ne le rapporte ; en 760, date à laquelle ce mot apparaît pour la première fois sur les papyrus arabes.
Le statut des dhimmis et les obligations qui en découlent commencent à être codifiés par Abu Yusuf, sous le califat d'Hârûn al-Rashîd avec le port de signes distinctifs et s'est accompagnée de destructions d'églises. Le statut ne sera pourtant codifié qu'au XIe siècle par le juriste al-Mawedi.

## Droits et devoirs desdhimmis
Le statut de dhimmi imposait des devoirs particuliers et ceux-ci bénéficiaient de droits « à condition de reconnaître la domination de l'islam ». À l'origine, le statut de dhimmi ne concerne que les gens du Livre, juifs et chrétiens mais par la suite seront rajoutées d'autres minorités religieuses comme les zoroastriens et les hindous,.
Si les dhimmis sont indéniablement des citoyens de seconde classe, tant sur le plan fiscal que social — voire, à quelques occasions, victimes de persécutions —, leur situation est, selon l'historien Bernard Lewis infiniment meilleure que celle des communautés non chrétiennes d'Europe occidentale dans les mêmes périodes.
Si le statut de dhimmi est obligatoirement inférieur à celui du groupe religieux dominant que constitue celui des musulmans, à la fois marqué de restrictions sociales et fiscales parfois lourdes ou dégradantes, il reste cependant un statut légal de citoyenneté reconnu : les relations sont régies dans un cadre « contractuel », partie des lois sacrées de l'islam que les croyants musulmans se doivent de respecter et défendre.

### Devoirs desdhimmis

#### Les interdictions
Plusieurs interdictions et obligations sont imposées aux dhimmis. Ainsi, ils devaient « reconnaitre la souveraineté politique de l'islam, respecter l'islam et les musulmans, s'abstenir de manifestations religieuses ostentatoires, porter des marques vestimentaires distinctives et, enfin, s'acquitter d'un impôt de capitation appelé djizîa ». D'autres obligations ont pour but de valoriser l'islam et les musulmans au détriment des dhimmis. C'est le cas de l'interdiction de construire des habitations qui dépassent en hauteur celles des voisins musulmans, de monter à cheval ou de posséder un esclave musulman. De même, il était interdit de construire de nouveaux lieux de culte. Bien que cela n'ait pas été appliqué de manière généralisée, une exclusion de l'armée et de l'administration était, en principe, imposée.
Le statut de dhimmi maintenait un statut non égalitaire entre les dhimmis et les musulmans. Ainsi, un musulman pouvait épouser une femme dhimmi mais pas l'inverse. Enfreindre certaines de ces règles pouvait valoir la mort ou la saisie des biens tandis que d'autres n'exposait qu'à des amendes ou des sanctions mineures. En outre, certaines règles comme l'interdiction du port de vêtements fins a pu varier dans les détails.

#### Le paiement d'une taxe

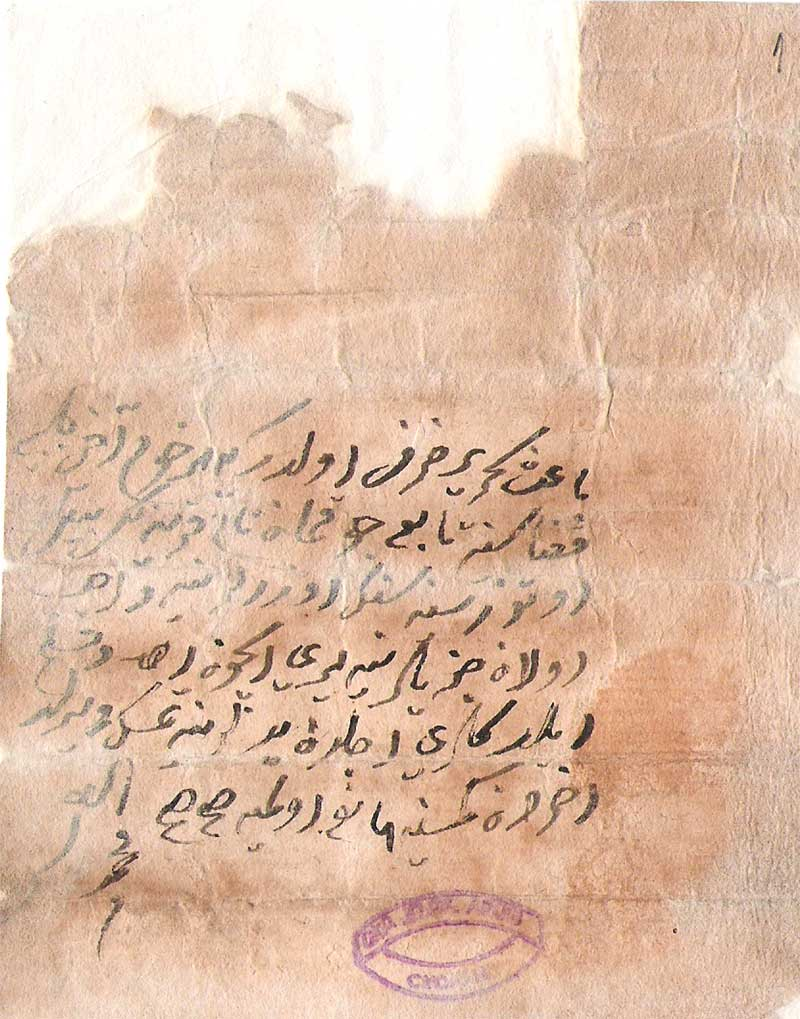
Document imposant la djizîa pour les villageois de Chokmanovo à Smolyan en Bulgarie (1615).

La principale obligation du dhimmi est le paiement d'une taxe particulière. Il est entendu par « impôt de soumission » une taxe de capitation (par tête), la djizîa, et une taxe foncière, le kharâj.
En contrepartie des droits octroyés, les dhimmis doivent avant tout reconnaître la souveraineté politique du pouvoir musulman et s’acquitter d'un impôt particulier de capitation — hérité à la fois de la Perse et de l'Empire byzantin — appelé djizîa, dû par les adultes mâles et qui est normalement perçu en numéraire, ainsi que d'un impôt foncier appelé kharâj qui, dans les premiers temps, était supprimé en cas de conversion. Toutefois, devant la multiplication des conversions, occasionnant un déficit d'imposition, cet impôt lié à la terre, le kharâj, sera dissocié, sous Umar II, de la confession du propriétaire. Avec le « Pacte d'Umar », il apparait clairement que les dhimmis convertis à l'islam sont totalement dispensés de l'imposition par capitation et rejoignent le régime d'imposition par zakât, la dime de leurs coreligionnaires.
Si certains califes prônent une relative modération notamment dans la perception des taxes[réf. nécessaire], il a été estimé qu'au VIIIe siècle, un tributaire non musulman payait environ trois fois et demi ce que devait un musulman à l'État[Où ?] ; ce qui n'aurait pas été plus élevé que sous la domination romaine. On ne peut donner une vue d'ensemble sur de telles étendues durant de telles périodes, et les historiens sont partagés sur le poids de la jizya. Certaines traces documentaires, comme le Guéniza du Caire, laissent supposer pour le XIe siècle, dans cette région, que la charge était pesante pour les classes les plus pauvres.

### Droits desdhimmis
En contrepartie des obligations imposées au dhimmi, ceux-ci bénéficient de droits tels que ceux de commercer, de propriété foncière, mobilière et immobilière, etc., presque normaux. Libres de pratiquer leur culte, ils conservent leur organisation, leur clergé, leurs propres tribunaux pour les affaires de leurs communautés, leurs établissements d'enseignement et leurs édifices religieux même si, concernant ces derniers, à certaines exceptions près, ils ne peuvent en bâtir de nouveaux.
Ils sont des citoyens libres et, à ce titre, à l'instar des musulmans, ils ne peuvent être réduits en esclavage - sauf quand ils le sont - ils peuvent demeurer et se déplacer en terre d'islam — à l'exclusion de La Mecque et de Médine — et bénéficient d'une protection contre toute menace intérieure ou extérieure. À ce sujet, Al-Bukhârî rapporte dans son Sahîh des paroles attribuées à Mahomet : « Celui qui tue un pactisant ne sentira point le parfum du paradis, alors que son parfum se sent à une distance de quarante ans de marche »[réf. nécessaire].
Bien qu'ils en soient en principe exclus, ils sont régulièrement employés par l'administration — et quelquefois dans des charges élevées, — et dans certains métiers, ils peuvent parfois être majoritaires. D'une manière plus générale, les dhimmis ont très rarement subi des persécutions pour leurs croyances.
Par ailleurs, pour certains auteurs, il semble que le passage de l'Empire byzantin à la domination arabe a été favorablement perçue par certains peuples, notamment les populations chrétiennes de Syrie et d'Égypte, qui ont trouvé le nouveau pouvoir moins oppressant que l'ancien, en particulier en matière fiscale. Si certains auteurs anciens comme Michel le Syrien décrivent la domination arabe comme avantageuse par rapport à celle de Byzance, "la majorité des textes dépeignent plutôt la conquête en des termes hostiles ou apocalyptiques".

### Variations historiques
L'histoire des pays musulmans montre des variations dans l'application des règles de ce statut "selon les périodes, le caractère des sultans ou les humeurs du makhzen". Ainsi, l'application du statut peut être très différente d'une période à l'autre ou d'un espace à un autre. Ainsi, les contraintes étaient principalement appliquées dans les villes. En outre, elles ont principalement été appliquée par des gouvernants qui utilisait ce statut pour asseoir leur légitimité.
Le Coran indique qu'un musulman ne peut être l'allié d'un juif ou d'un chrétien. Mais dès les débuts de l'islam, il existe de nombreuses traces de telles amitiés et les échanges —- notamment entre érudits —- se prolongent jusqu'à la fin du Moyen Âge quand alors apparaissent les premières tendances à une ségrégation plus marquée. De même, les dhimmis sont en principe exclus de l'armée car ils ne peuvent porter d'arme, et de l'administration, mais on trouve au cours de l'histoire de très nombreux exemples de chrétiens ou de Juifs occupant des postes de fonctionnaires, parfois à des niveaux élevés, mais ils restaient l'exception. Il est interdit aux dhimmis de communiquer des secrets liés à la sécurité, comme la localisation des zones des territoires musulmans mal défendues, guider ou donner asile aux agents ennemis. Mais les commentateurs divergent sur le sort à réserver au dhimmi coupable d'intelligence avec l'ennemi, certains considérant qu'il y a rupture du pacte et d'autres non.
L'application des dispositions contraignantes de la dhimma a régulièrement été sévèrement observée dans des périodes de crise propices à l'influence de religieux rigoristes, par exemple et notoirement à la fin du Moyen Âge dans les espaces seldjoukide, almoravide et almohade : il s'agit alors de raidissements temporaires, souvent motivés par la recherche de légitimité de dirigeants fraîchement convertis qui affichent un zèle particulier dans l'application des prescriptions musulmanes. Ainsi, à l'instar des seljoukides qui en 1058 et 1085 imposent par décrets des signes distinctifs aux dhimmis, interdisent les expressions publiques de leurs cultes, ferment les tavernes vendant de l'alcool, la domination des mamelouks — du XIIIe au XVIe siècle — multiplie également les humiliations qui poussent notamment les juifs à quitter massivement les régions sous leur contrôle.
Néanmoins, la nécessité de rétablir ou durcir les interdictions en ces périodes montre en creux qu'elles n'étaient pas appliquées de manière constante. Il semble toutefois que ces lois dégradantes attachées à la condition de dhimmi, combinées au poids de l'impôt discriminatoire, ont probablement poussé de nombreux non-musulmans à se convertir à l'islam, même si les historiens n'ont pas de moyens fiables de mesurer l'ampleur de ces mouvements.

## Statut juridique
Les juristes distinguent deux catégories de non-musulmans, les kafir (les incroyants et les polythéistes) et les Ahl al-kitâb (« gens du Livre »). Cette expression ne désignait à l'origine que les juifs, les chrétiens et les sabéens, en tant que fils d'Abraham et monothéistes, mais s'étend progressivement à d'autres croyances monothéistes telles que les adeptes du zoroastrisme et de l'hindouisme. C'est donc aux « gens du Livre » que s'applique la dhimma, le régime juridique auquel est soumis le non-musulman en terre d'islam. Il porte le nom de dhimmi que l'on peut traduire par « hôte protégé » ou « pactisant ».
Pour autant, la djizia est dans la pratique exigée à tout non-musulman, qu'il appartienne ou pas aux « gens du Livre », tous les membres des millets (communautés religieuses) non musulmans de l'Empire ottoman par exemple, en sont tributaires.
Les conceptions des champs d'application de la dhimma varient beaucoup selon les écoles juridiques et selon les époques. Les obligations des dhimmis sont réglementées dans les traités de droit musulman ou fiqh.

### Les différentes écoles musulmanes
Si les différentes écoles juridiques musulmanes s'accordent sur le fait que l'octroi de la dhimma aux non-musulmans sur les territoires conquis est l'apanage de l'autorité musulmane suprême, elles se distinguent sensiblement lorsqu'il s'agit d'identifier précisément les populations éligibles à ce statut :
- Les Hanbalites, Chaféites, Ibadites, Chiites imamites, et les Dhahirites considèrent que seuls les Zoroastriens, les Juifs et les Chrétiens peuvent bénéficier de la dhimma, à l'exclusion de toute autre confession[63].
- Les Hanéfites et Zaidites considèrent que le statut de dhimmi doit être appliqué à tous les non-musulmans à l'exclusion des idolâtres arabes[64].
- Les Malékites considèrent que le statut de dhimmi doit être attribué à tous les non-musulmans sans exclusion[64], une vision qui semble plus près du verset coranique de référence (sourate 9,29) dont la formulation semble viser et englober l'entièreté des non-musulmans[65].
- L'ayatollah Khomeini en Iran indique dans son ouvrage en 1970 que les non-musulmans doivent payer l'impôt de capitation pour pouvoir bénéficier de la protection et des services de l’État iranien mais seraient exclus de toute participation au processus politique du pays ou à l'exercice judiciaire[66].

Cependant, dans la pratique, la dhimma a inclus tous les non-musulmans. L'application du « Pacte d'Omar » et l'interprétation de la dhimma ont largement varié dans les sociétés sous domination musulmane, selon les lieux et les époques. On observe par exemple vis-à-vis des dhimmis une plus grande sévérité chez les chiites qui — probablement influencés par le zoroastrisme — sont particulièrement attentifs aux rituels de purification et considèrent les dhimmis comme impurs : il existait encore dans l'Iran du XIXe siècle des prescriptions strictes pour éviter les contacts avec ces derniers et ce qu'ils ont porté ou touché.

### Tribunaux
Les communautés dhimmis jouissent d'une autonomie totale dans la gestion de leurs affaires dans les domaines familiaux, personnels ou religieux, bénéficiant de leurs propres juges qui appliquent les lois spécifiques de la communauté. Selon Muhammad Hamidullah, qui cite le Coran (« Que les gens de l'évangile jugent d'après ce que Dieu y a fait descendre »), l'Islam a décentralisé et communautarisé la loi et la justice. Pour les juristes, le dhimmi appartient "pleinement à la société" et il peut demander à être jugé par un juge musulman.
Dans les tribunaux islamiques, les preuves de dhimmis ne sont pas admissibles et pour la plupart des écoles juridiques, à l'exception des hanafites, les réparations pour blessures ou meurtre sont de moindre importance pour un dhimmi que pour un musulman,. Les juristes musulmans se sont beaucoup penché sur le sort à réserver aux dhimmis qui se montrent injurieux (sabb) envers l'islam, ce qui est là encore puni avec sévérité : chez les chiites et, parmi les sunnites, au sein des écoles malékites et hanbalites, c'est la peine de mort qui est préconisée
Au XIe siècle, l'école chaféiste, d'Al-Mawardi définit la condition du dhimmi, pour les charias qui suivent cette école : « Un dhimmi fait l'objet d'un statut particulier tout en se prévalant des mêmes droits régaliens qu'un musulman. Il n'est pas soumis aux tribunaux de droit commun mais la charia islamique leur permet d'avoir leurs propres tribunaux en fonction de leur culte. Néanmoins il n'est pas permis à un dhimmi de se porter témoin dans un différend concernant un musulman, ce qui ne lui permet pas de se défendre en cas de crime, vol, saccage, viol commis par un musulman ».
Seule l’école hanafite restreint l'application de la charia aux musulmans, aux gens du Livre ou aux dhimmis mais pas aux étrangers de passage qui ne peuvent être condamnés pour certaines infractions contre les particuliers ou contre le droit divin musulman.

## Signes distinctifs

### Chiisme et l'impureté
Bernard Lewis note que le courant islamique chiite est souvent concerné par un rituel de pureté. En effet, pour les chiites les plus stricts, les non-musulmans ne sont pas purs, ce qui a eu pour conséquence que, durant la dynastie des saffavides, les autorités étaient très strictes au point d'imposer à partir de 1501 et ce jusqu'au XIXe siècle, une règle qui interdit aux juifs de sortir pendant la neige ou la pluie, de crainte que ces éléments importent l'impureté des juifs aux musulmans. Le courant dominant sunnite n'est pas concernė par ces pratiques,.

### Vêtements

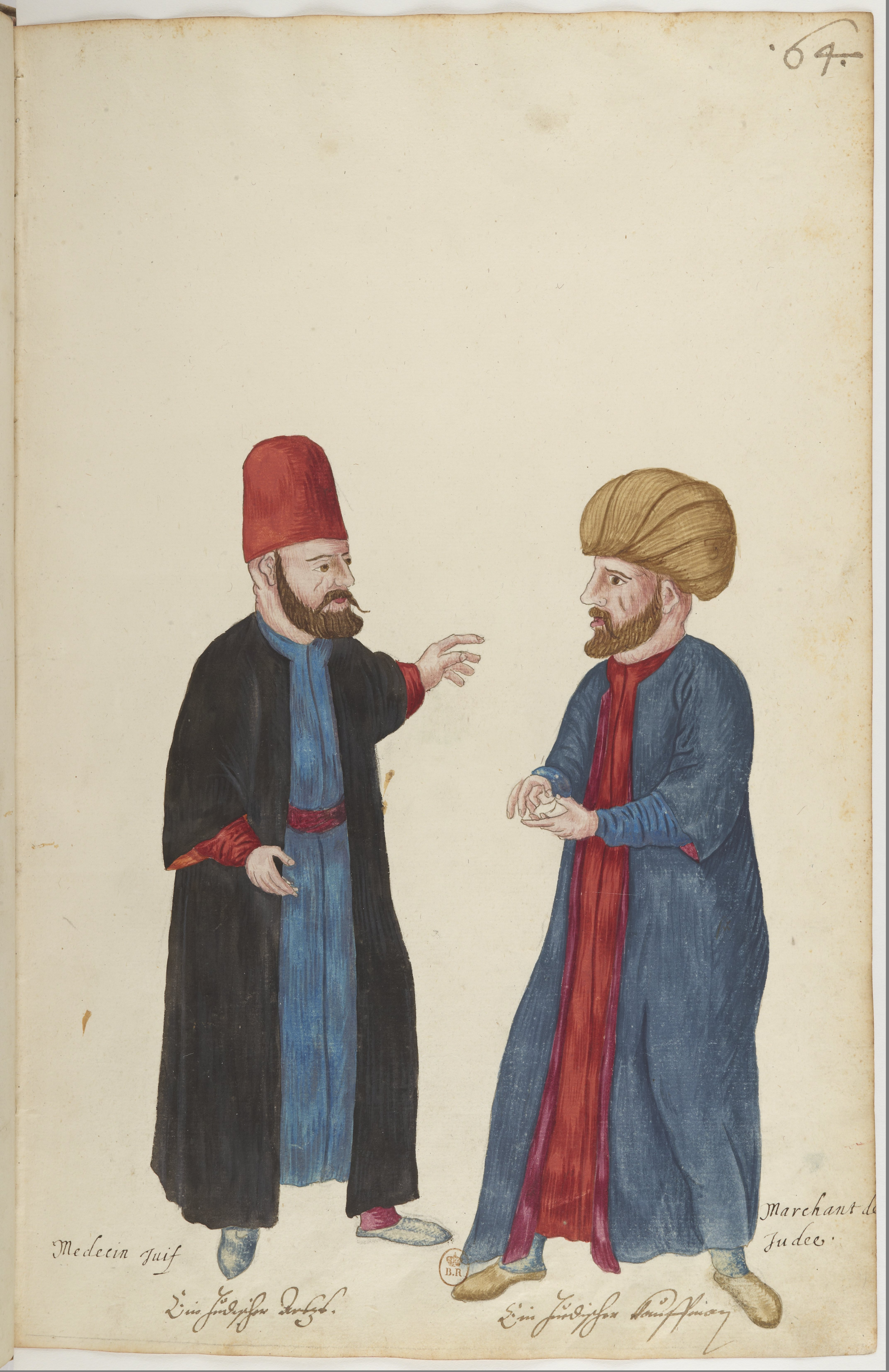
Médecin juif ottoman et marchand de Judée (date inconnue)

À la suite de la conquête musulmane, les juifs adoptent le style vestimentaire des conquérants dont ils ne sont dès lors pas particulièrement distinguables. Mais il existe bientôt des dispositions — suivant le Pacte d'Umar — permettant la « différenciation » (ghiyar ou shakla au Maghreb) des dhimmis, en imposant aux chrétiens le port d'une ceinture, le zunnar, ou des signes distinctifs à arborer sur leur couvre-chef ou leur monture. Selon A.S. Tritton, la pratique des zunnar était « l'exception et non la règle ».
En 850, le calife Jafar al-Mutawakkil impose également le zunnar aux Juifs, accompagné du port du taylasin, un châle servant à couvrir la tête. Au Maroc, la dynastie des Almohades impose aux Juifs le port d'un manteau bleu et large... Un calife de Bagdad au XIe siècle impose aux juifs un insigne jaune qui se répandra plus tard en Occident. Ibn Tâlib (mort en 888), le cadi de Kairouan oblige déjà ses habitants non musulmans à porter une tenue distinctive sous peine de coups, de promenade ignominieuse dans les quartiers juifs et chrétiens et de prison, oublie l'interdit de la représentation et impose le port sur ces dits vêtements d'une image d'un porc pour les chrétiens et de celle d'un singe pour les Juifs. Au XIIe siècle, al-Mâzarî (mort en 1141) rappelle aux Juifs l'obligation du port d'un turban à bout teinté.
Pour Cahen, cette obligation vestimentaire trouverait son origine dans les règles nécessaires au moment des conquêtes pour éviter l'espionnage, puisque, de facto, les populations locales portaient alors un vêtement différents. Les rigoristes ultérieurs ont tenu à cette prohibition.

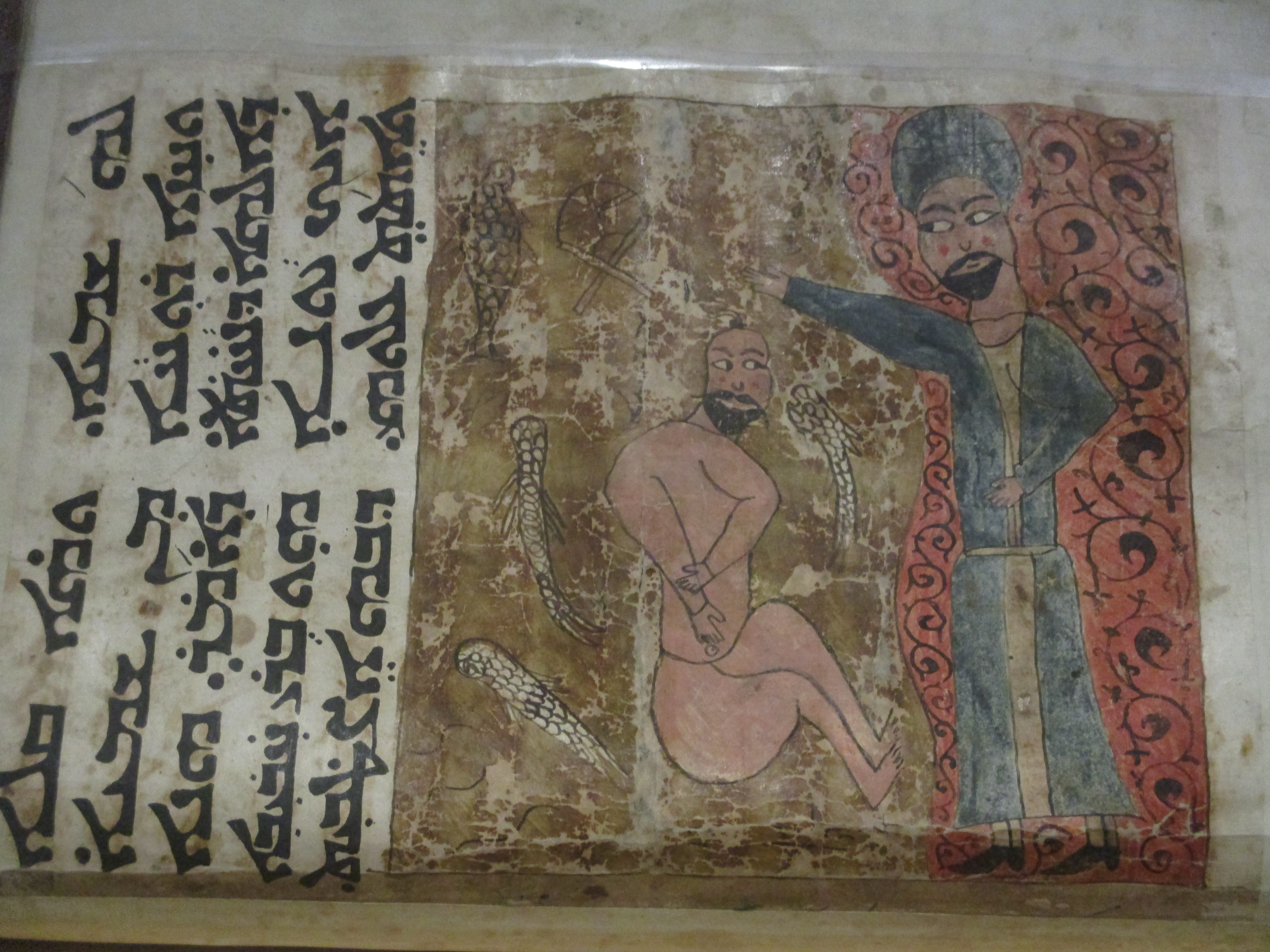
Enluminure d'un évangile en syriaque, représentant le baptême du Christ par saint Jean-Baptiste qui est vêtu de bleu, couleur des dhimmis à l'époque en Syrie.

Les sultans de l'Empire ottoman continuent à réglementer les vêtements de leurs sujets non musulmans mais le port d'habits discriminatoires n'est pas appliqué dans les provinces ottomanes à majorité chrétienne, telles que la Grèce et les Balkans.
Si ces règles n'ont pas été appliquées dans tout le monde musulman, ces distinctions vestimentaires ont acquis une dimension humiliante.

### Objets et couleurs reconnaissables

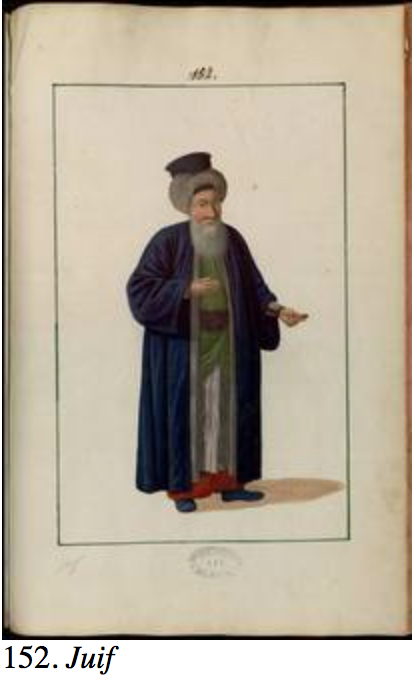
Juif de l'Empire ottoman (1786)

Au début du XIe siècle, le calife fatimide Al-Hakim bi-Amr Allah, connu pour son fanatisme, exige que les chrétiens portent une grande croix en fer en collier et que les Juifs s'équipent de cloches ou d'une statuette de veau en bois en référence au veau d'or. Néanmoins, ces ordonnances ne sont pas appliquées strictement et semblent avoir été vite abandonnées.
Au IXe siècle à Bagdad, il est prescrit pour la première fois le port d'une marque de couleur pour les non-musulmans — un tissu rouge, bleu ou jaune porté sur l'épaule —, une marque qui se répand par la suite dans l'Occident médiéval pour distinguer les Juifs,.
Au XVIe siècle en Turquie, le naturaliste français Pierre Belon remarque que les Juifs doivent y porter un turban jaune alors que celui des Turcs est blanc.
En Tunisie, le turban des Juifs devait avoir ses extrémités teintées d'une autre couleur au XXe siècle et leur chéchia ne pouvait être que noire (quand celle des musulmans était rouge) aux XVIIe et XVIIIe siècles.
L'essayiste Bat Ye'or aborde dans ses ouvrages plusieurs aspects des brimades liées au port de vêtements et couleurs imposés aux dhimmis.

### Comportement
Les Juifs n'ont pas le droit de posséder ou monter un cheval (monture noble) ou un chameau (monture haute) mais seulement un âne. Il leur est imposé en outre de le monter en amazone, à la manière des femmes à partir du XVe siècle au Maroc particulièrement. Sous les Mamelouks, les non-musulmans ne sont même pas autorisés à monter un âne.
En Iran au XIXe siècle, un Juif n'a pas le droit de marcher devant un musulman. À certains moments de l’histoire du Maroc, on exige des Juifs de se déchausser chaque fois qu’ils passent devant une mosquée.
Au Maroc, à partir du XVe siècle, des sultans imposent une certaine ségrégation religieuse, en reléguant les dhimmis dans plusieurs quartiers en ville basse, appelés mellah afin de séparer populations musulmanes et juives.

### Caractère des interdits
La plupart de ces interdictions revêtent cependant un caractère symbolique, ponctuel ou local car la distinction entre musulmans et dhimmis se marque moins dans l'espace tribal qu'en ville, un peu moins aussi dans le monde ottoman que dans les régences du Maghreb. La discrimination réelle et régulière imposée aux dhimmis était principalement de nature fiscale et plutôt que « protégés », les dhimmis étaient des sujets « tributaires ». Il s'agit d'un statut discriminant pour ces populations, marquant une « infériorité par rapport aux musulmans ».

## Abolition et résurgence de ladhimma

### Abolition quasi-générale du statut de dhimmi
La diminution progressive des populations de dhimmis ont rendu ce statut inexistant dans certaines régions du monde musulman. « De 1839 à 1856, l'Empire ottoman abroge le statut de dhimmi. En 1856, l'impôt spécial (djeziya) est aboli » dans les nombreux pays gouvernés par les Ottomans comme la Turquie, l'Irak, le Yémen, la Syrie, le Liban, la Tunisie, etc.
En Égypte, Méhémet Ali, vice-roi de 1804 à 1849, avait pris ses distances avec l'Empire ottoman et fondé sa propre dynastie ; il abolit le statut de dhimmi un peu plus tôt que cela ne fut le cas dans le reste de l'Empire. L'impôt spécial, « la jizya fut supprimée par le khédive Sa’îd en 1855, ouvrant la voie à partir de 1856 à un recrutement plus général des coptes dans l'armée », ces chrétiens égyptiens ayant commencé à servir comme soldats sous Méhémet Ali (en tant que dhimmis, ils n'avaient pas le droit de porter des armes).
Au Maroc, qui n'est pas sous contrôle ottoman, le statut de dhimmi est officiellement aboli en 1912 par la France dans le cadre du Protectorat qui dans cette veine, limitera aussi l'esclavage (qui sera totalement aboli par les Français en 1922, même s'il perdure dans les faits).
De nombreux musulmans rejettent le système de dhimma, et le considèrent comme étant inapproprié à l'âge des États-nations et des démocraties. Le statut de dhimmi subsiste encore dans quelques pays comme l'Iran, où vivent toujours, en 2006, plus de 9 000 juifs, et 400 chrétiens,.

### Résurgences du statut
Malgré le fait que le statut de dhimmi ou la taxe de jizya ne sont majoritairement plus imposés dans les pays musulmans au XXIe siècle, certains endroits montrent des occurrences liées à l'actualité, aux zones de conflits ou portant sur quelques minorités. En 1994, en Iran, quand deux musulmans kidnappent et tuent un Ba'haï, le tribunal islamique déclare que les Bahaïs sont « des infidèles non protégés ». En 2009, des talibans pakistanais imposent la jizya à la minorité sikh.
En février 2014, l'organisation État islamique annonce que la jizya sera réclamée aux chrétiens de la ville de Raqqa en Syrie. Ceux qui refusent de s'y soumettre seraient soit convertis, soit tués. Quelques mois plus tard, l'Institut américain pour l'étude de la guerre (ISW) rapporte que l'État islamique prétend avoir bien prélevé les taxes soumises aux dhimmis. En juillet de la même année, Daesh ordonne aux chrétiens irakiens de la ville de Mossoul d'accepter la dhimma et de payer la jizya ou de se convertir à l'islam, sous peine d'être tués. L'Etat islamique se base sur le pacte d'Umar qu'il considère « comme une référence authentique, remontant effectivement au calife ‘Umar ».
De nombreux érudits musulmans contemporains se sont exprimés récemment au sujet du statut de dhimmi et certains d'entre eux sont favorables à son maintien (tel l'Iranien Khomeini), à son adaptation sur les terres d'islam (tels l'Égyptien Yusuf al-Qaradawi, l'Iranien Naser Makarem Shirazi), ou à sa réforme (tels le Pakistanais Javed Ahmad Ghamidi ou le Suisse Tariq Ramadan)[réf. nécessaire].

## Perceptions actuelles de la dhimma

### Perception ambivalente
Pour Robert Assaraf qui décrit ce statut qui distingue les musulmans des dhimmis et infériorise les seconds, « Porter aujourd'hui un jugement moral sur la condition de Dhimmi serait un parfait non-sens historique […] comme en Europe à la même époque, le concept de citoyen n'existait pas. ». En effet, les auteurs qui attribuent des caractères de tolérance ou d'oppression à ce statut utilisent des concepts nés à l'époque des Lumières. « Le droit musulman a été discriminatoire envers les dhimmî, à des époques où les idées d’égalité devant la loi ou de liberté de conscience ne traversaient l’esprit de personne, et dans des sociétés foncièrement inégalitaires, qui multipliaient les distinctions, pas seulement entre musulmans et non-musulmans ».
Depuis le XIXe siècle, la question des dhimmis a fait l'objet d'un « regard souvent réprobateur des Occidentaux », ce qui a occasionné une réaction de l'islam réformiste. Ce courant a cherché à rétablir les normes et « simultanément de démontrer qu’à condition qu’elles soient « correctement » interprétées et appliquées, elles sont compatibles avec le principe égalitaire ». En raison des évolutions des concepts de nationalisme et de citoyenneté, certains groupes, comme les Frères musulmans, reconnaissent une égalité entre les musulmans et les non-musulmans.

### Utilisation récente à des fins polémiques
Selon l'essayiste Bat Ye'or, qui a développé le concept de « dhimmitude » (néologisme inventé par le président chrétien libanais Bachir Gemayel), la « dhimmitude » est « un système juridique et religieux de discriminations envers les non-musulmans qui les réduisit, sauf dans certaines régions d'Europe centrale, à l'état de minorités fossiles, quand ils ne furent pas entièrement éliminés », « enracinée dans le Coran, la Sunna et les biographies du prophète Mahomet [soit] dans le cœur même de l'islam ». Bat Ye'or se spécialise dans l'évocation exclusive des brimades dont les dhimmis auraient été victimes au cours des siècles. Développant également la notion d'« Eurabia », elle estime ainsi que l'Europe « post-judéo-chrétienne » a « abandonné la résistance pour [cette] dhimmitude »
Ses ouvrages polémiques et clivants sur le sujet sont fermement critiqués par un certain nombre de chercheurs pour leur manque de rigueur scientifique et leur côté partisan. Ses positions rencontrent davantage d'échos auprès de polémistes et d'éditorialistes comme David Frum que chez les historiens et spécialistes de l'histoire de l'islam. Mark R. Cohen, un éminent spécialiste de l'histoire des Juifs dans le monde musulman au Moyen Âge, a critiqué ce terme pour son caractère trompeur et islamophobe.
Le travail de Bat Ye'or concentre un type d'arguments polémiques. En ce sens, certains pensent que ses travaux incarnent de manière paradigmatique l'un des deux pôles extrêmes du sujet, celui d'une mythique oppression systématique (l'autre étant celui tout aussi mythique d'une harmonie interconfessionnelle), argumentée notamment par une lecture de textes pré-modernes abordés anachroniquement avec des concepts modernes, ou une assimilation abusive des différentes écoles juridiques islamiques, sans rapport avec la réalité historique.